# Rébellion Kumul
Guerres du Xinjiang
La Rébellion Kumul ou Rébellion Hami (du chinois : 哈密暴動 ; pinyin : Hāmì bàodòng ; litt. « Soulèvement Hami ») est une rébellion d'ouïghours Kumulik qui se liguèrent avec la clique des Ma du général Ma Zhongying pour renverser Jin Shuren, le seigneur de la guerre de la clique du Xinjiang. 
Les ouïghours espéraient rétablir le Khanat Kumul (ou Khanat Hami) en renversant Jin Shuren. Le Kuomintang voulait lui-aussi se débarrasser de Jin Shuren à cause de ses liens d'alliance avec l'Union Soviétique et sa politique communiste mis en place. Ainsi, il soutint la rébellion tout en feignant de reconnaître Jin Shuren comme légitime gouverneur du Xinjiang. La rébellion s'insère d'abord dans la rébellion des ouïghours Khotanlik du Xinjiang du sud, avant de s'en distinguer en prônant l'indépendance et en s'alliant avec les rebelles kirghizes voisins. Mais au sein du mouvement, diverses tribus n'étaient pas unies et se combattirent les unes contre les autres. Le mouvement rebelle principal fut mené par Ma Zhongying contre la clique du Xinjiang grâce au soutien de Tchang Kaï-chek. 
De manière plus ample, cette guerre fait partie des Guerres du Xinjiang, un vaste ensemble de troubles qui secoua la province jusqu'à nos jours

## Contexte et premiers combats
Le seigneur de la guerre de la clique du Xinjiang Jin Shuren est arrivé au pouvoir peu de temps après l'assassinat de Yang Zengxin en 1928. Notoirement intolérant envers les peuples turcophones, il mit en place une politique favorisant la sinisation de la province. La population ouïghoure subit des restrictions de déplacement, une augmentation de la fiscalité, des saisies illégales. De nombreuses exécutions pour trahison s'abattirent sur les récalcitrants. Mais l'armée du Xinjiang comprenait une majorité de Huis musulmans comme Ma Shaowu qui n'appréciait guère le nouveau seigneur de la clique du Xinjiang.
En 1930, Jin Shuren annexa le Khanat de Kumul, un petit État semi-autonome situé à l'intérieur des frontières du Xinjiang. Les terres furent rapidement expropriées et données à des colons chinois hans. En réaction, une brutale et violente rébellion éclata le 20 février 1931 qui vit les Kumulliks massacrer de nombreux Chinois. Le soulèvement menaçait d'enflammer toute la province. Yulbars Khan, un conseiller de la cour Kumul, demanda de l'aide à Ma Zhongying, un seigneur de la guerre de la clique des Ma, présent dans la province du Gansu, pour les aider à renverser Jin Shuren et restaurer le Khanat.
Les troupes de la clique des Ma envahirent rapidement le Xinjiang, marchèrent sur le Khanat de Kumul et en assiégèrent la garnison. Contrôlant la campagne, les forces des Ma ne parvinrent pas à s'emparer de la ville. Pire, en octobre, ils furent décimés par une troupe de Jin Shuren appuyée par 250 Russes blancs recrutés dans la vallée Ili, base de repli des Russes blancs après leurs défaites durant la guerre civile russe. Les forces des Ma durent retraiter vers le Gansu pour refaire leurs forces. Jin Shuren n'avait plus que les Huis rebelles à combattre.
Ma Zhongying conclut alors un accord secret avec le Kuomintang selon lequel il serait reconnu comme le gouverneur légitime du Xinjiang en cas de victoire sur la clique du Xinjiang et, en échange, proclama son allégeance au gouvernement de Nankin.
Toutefois, les troupes des Ma commirent de nombreuses atrocités contre les civils hans et ouïghours dans le Xinjiang au cours des combats. Ma Zhongying utilisait en première ligne les soldats hans et ouïghours de son armée comme chair à canon, afin de préserver ses troupes d'élite huis. De plus, une campagne de dénigrement se développa contre lui, pour les utiliser comme chair à canon. L'Union Soviétique et Sheng Shicai dénoncèrent le soutien actif de l'empire du Japon qui avait envoyé des conseillers militaires pour aider Ma Zhongying.

## L'aide soviétique
Jin Shuren sollicita l'aide de l'URSS et acheta deux biplans de combats soviétiques en septembre 1931 pour quarante mille dollars mexicains chacun. Ils étaient équipés de mitrailleuses et de bombes et pilotés par des aviateurs russes. Jin Shuren signa ensuite un traité secret avec l’Union soviétique en octobre 1931 afin de réprimer rapidement la révolte de Kumul et de briser le siège de la ville, chose qui sera faite le 30 novembre 1931. Jin Shuren reçu également un puissant soutien financier de Staline qui lui permit d'acheter des armes soviétiques. Enfin, huit agences soviétiques furent ouvertes à Ghulja, Chuguchak, Altaï, Urumqi, Karashahr, Kucha, Aksu, Kachgar, Yarkand et Khotan. Le Kuomintang découvrit ce traité dès 1932, ce qui le poussa à soutenir ouvertement Ma Zhongying.
Ma Zhongying fut ainsi nommé officiellement général de la 36e division de l'Armée Révolutionnaire Nationale par le gouvernement de Nankin et reçut le mandat de protéger la population turcophone du Xinjiang

## La sécession ouïgoure

Carte montrant le territoire de la première république du Turkestan oriental (en rouge) au sein de la république de Chine.

Or, au même moment éclata l'insurrection séparatiste ouïgoure à Khotan, dans le sud du Xinjiang. Contrairement aux ouïghours Kumul qui ne désiraient que de rétablir le Khanat Kumul, les ouïghours méridionaux voulaient renverser Jin Shuren. Ils étaient dirigés par Muhammad Amin Bughra et ses frères Abdullah Bughra et Nour Ahmad Jan Bughra. Ces rebelles voulaient, in fine, obtenir l'indépendance et créer leur propre pays. Ils proclamèrent ainsi la première république du Turkestan oriental à Kachgar. Très vite, ils engagèrent le combat non seulement contre les chinois hans mais également contre les huis. Sabit Damulla Abdulbaki, appelait même à l'expulsion de tous les Dounganes.
Cette rébellion s'est entremêlée avec la rébellion kumul, lorsque les armées huis et ouïgoures dirigées par Ma Zhancang et Timur Beg marchèrent sur Kashgar défendu par Ma Shaowu. Ma Shaowu, pour préparer la défense de la ville, augmenta les incorporations forcées des kirghizes. Ces derniers, qui avaient tenté l'an passé une rébellion qui fut écrasée par Ma Shaowu, désertèrent en masse. Cependant, Ma Shaowu scella un accord secret avec Ma Zhancang qui trahit alors et vint le rejoindre avec ses troupes.
Au cours de la Bataille de Kashgar (1933) , la ville a changé de mains plusieurs fois, selon les multiples factions rivales. Les kirghizes exécutaient tous les chinois et huis qu'ils capturaient tandis que Timur Beg finit par se rallier à la république du Turkestan. Ma Zhancang, lui, proclama son allégeance au gouvernement de Nankin et s'assurait un soutien logistique de premier ordre.
Ma Zhancang finit par organiser le meurtre et la décapitation de Timur Beg le 9 août 1933, et planta sa tête à l'entrée de la Mosquée Id Kah.

## La persécution des chrétiens et des hindous
Très rapidement, Amir Abdullah Bughra appliqua la loi de la charia à Khotan le 16 mars 1933. Il s'attaqua plus particulièrement aux missionnaires protestants suédois implantés dans la ville. Il réclama d'abord leur expulsion mais dut reculer devant l'intercession de la British Aqsaqal. Mais cela n'empêcha pas des décapitations et des exécutions de nombreux Ouïghours convertis au christianisme par les troupes d'Amir Abdullah Bughra.
À l'époque, plusieurs centaines d'Ouïghours avaient été convertis au protestantisme par les missionnaires suédois. En 1933, l'emprisonnement et l'exécution d'un Ouïgour converti appelé Habil frappe l'opinion du pays. La première république du Turkestan oriental bannit ensuite les missionnaires suédois et fit emprisonner et torturer les convertis kirghizes et ouïgours. Ainsi, Joseph Johannes Khan fut mis en prison, torturé et subit nombre de mauvais traitements. Libéré grâce à l'intervention des Britanniques, il fut banni et s'exila en novembre 1933 à Peshawar.
De même, la communauté hindoue subit aussi une forte persécution. Les meurtres de deux Hindous par des Ouïgours dans le bazar de Shamba déclenche les persécutions. Le 24 mars à Karghalik puis le 25 mars, à Posgam, un pillage en règle des biens des Hindous provoque de nombreux meurtres tout comme dans la ville de Khotan.

## Des désertions en masse
Les trois belligérants de ce conflit connurent de nombreuses désertions. Ma Zhancang et son armée hui étaient au départ alliés à Timour Beg avant de se rallier à Ma Shaowu durant la bataille de Kashgar. La conscription forcée des kirghizes par Shaowu provoqua leur ralliement à Timour Beg. Le général chinois Zhang Peiyuan qui dirigeait l'armée de Ili trahit Jin Shuren et se rallia à Ma Zhongying en 1933. Il n'acceptait pas la prise de pouvoir de Sheng Shicai à la tête de la clique du Xinjiang et son rapprochement soviétique. Khoja Niyaz et son armée d'ouïghours Kumulik trahirent Ma Zhongying pour se ranger du côté de la clique de Xinjiang.  Ces multiples trahisons rendirent le conflit encore plus brutal et plus violent, tout en plongeant la province dans une confusion proche de l'anarchie.

## Le retour de Ma Zhongying

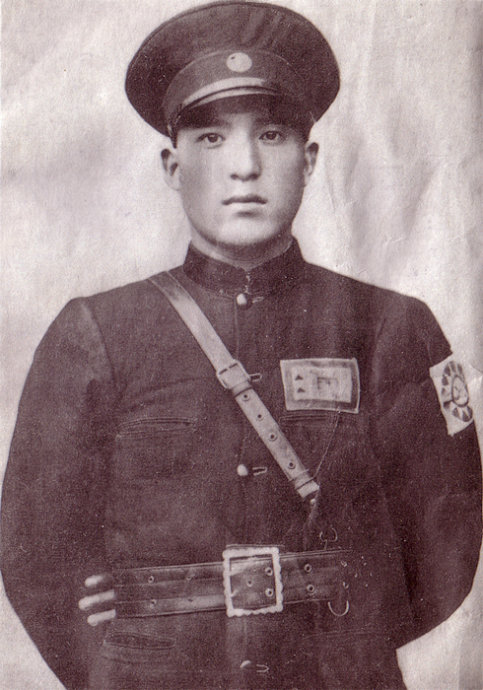
Général Ma Zhongying, de la 36e Division. Il porte ici le brassard du Kuomintang.

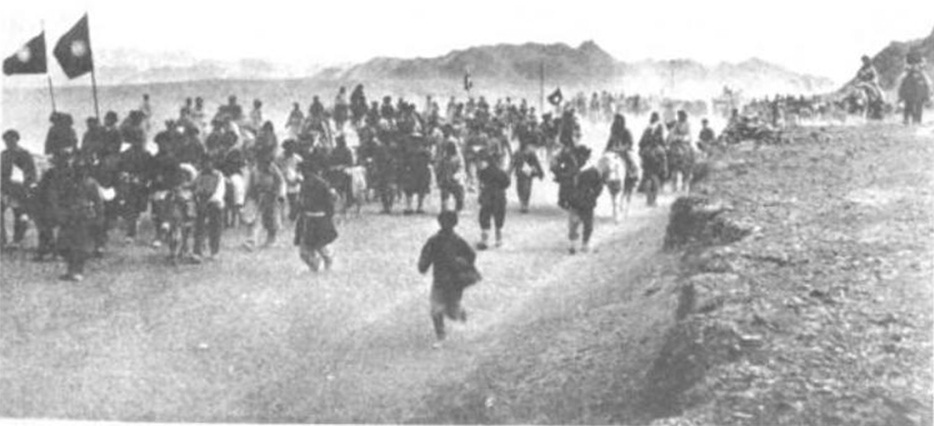
Troupes turcophones ouïghours enrôlées de force dans la 36e Division et qui arborent le drapeau du Kuomintang près de Kumul

Ma Zhongying retourna vers le Xinjiang en 1933 pour continuer la guerre.
Il arbora la bannière du gouvernement de Nankin, d'azur avec une étoile blanche, montrant la légitimité de son pouvoir et son intention de mater la province au nom du gouvernement central chinois. 
Kumul fut rapidement capturée comme de nombreuses autres villes. les forces de la clique du Xinjiang dirigées par Sheng Shicai retraitaient vers Urumqi mais livraient de rudes combats d'arrière-gardes. Le conflit s'enlisa une nouvelle fois, le terrain étant alternativement pris puis perdu par les deux belligérants. Toutefois, l'armée de Ma Zhongying se distingua par les crimes commis contre la population civile tant turcophone que chinoise, par le pillage systématique et l'incendie des villages. Ainsi, celui qui était au départ vu comme le libérateur des populations turcophones contre l'oppression de Jin Shuren se transforma en bourreau. C'est pourquoi les civils kirghizes et ouïgours finirent par soutenir Sheng Shicai.
Afin de mettre un terme à ce conflit sanglant, Huang Mu-sung, natif de Kumul, fut envoyé par le gouvernement de Nankin en tant que commissaire pacificateur à Urumqi, dans une mission de paix. Sheng Shicai soupçonna, à raison, En effet, le Kuomintang essaya de pousser Ma Zhongying et Zhang Peiyuan à attaquer Urumqi. C'est pour cela que Sheng Shicai fit exécuter trois grands fonctionnaires de la province pour trahison. Il renvoya également Huang Mu-sung à Nankin lui demandant que Tchang Kaï-chek le reconnaisse comme le légitime gouverneur du Xinjiang.
Tchang Kai-shek envoya alors un autre diplomate, Luo Wen'gan, au Xinjiang, pour rencontrer Ma Zhongying et Zhang Peiyuan afin de les exhorter à détruire Sheng Shicai et sa politique communiste.
Ma Zhongying et Zhang Peiyuan finirent par se liguer et organiser une attaque conjointe, engageant ainsi la Seconde Bataille d'Urumqi (1933-34). Zhang Peiyuan coupa la route reliant Tacheng à la capitale.
Acculé, Sheng Shicai appela à l'aide l'Union Soviétique qui mit rapidement sur pied l'Invasion Soviétique de Xinjiang en janvier 1934. Ma Zhongying dut retraiter après sa défaite à la bataille de Tutung. 
Zhang Peiyuan fut également vaincu par l'armée rouge et se suicida. Malgré une vaillante résistance, Ma Zhongying poursuivit sa retraite sous les bombardements aériens et livra une ultime bataille à Dawan Cheng.
La retraite de Ma Zhongyng progressait vers le sud du Xinjiang et il en profita pour envoyer une avant-garde dirigée par Ma Fuyuan, afin d'anéantir la première république du Turkestan oriental. Celle-ci vainquit les ouïghours à Khotanlik et les kirghizes à Kashgar. À ce moment, Tchang Kai-shek était prêt à envoyer Huang Shaohong avec un corps expéditionnaire de 15 000 soldats pour soutenir Ma Zhongying contre Sheng Shicai. Mais apprenant l'intervention soviétique, il choisit de ne pas provoquer un incident international en évitant toute provocation contre Staline.

## La fin de la première république du Turkestan oriental

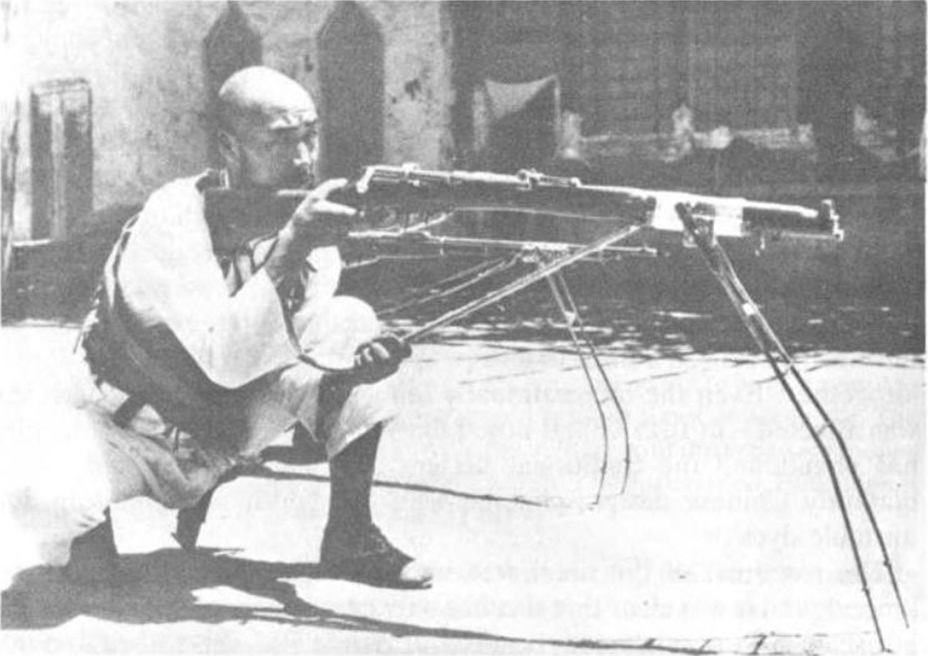
Fusilier hui de la 36e Division en cours de la formation

La première république du Turkestan oriental cherchait à s'organiser et le 20 février 1933 proclama la création d'un gouvernent provisoire à Khotan.
Ce premier gouvernement désignait Sabit Damulla Abdulbaki comme premier ministre et Muhammad Amin Bughra comme chef des forces armées. Elle visait à l'instauration d'une théocratie Islamique.
Le roi d'Afghanistan, Mohammed Zahir Shah, fourni des armes et soutint la nouvelle république. Mais Sheng Shicai, Ma Zhongyng et l'Union Soviétique entendaient bien détruire le jeune État dont ils ne reconnaissaient pas la légitimité.

Lorsque Ma Zhongying dut retraiter devant l'offensive de l'armée rouge, il en profita pour attaquer la république du Turkestan, forçant Sabit Damulla Abdulbaki et le reste du gouvernement à fuir leur capitale Yengi Hissar dès le 6 février 1934. Écrasé lors de la seconde Bataille de Kashgar (1934), la Bataille de Yarkand et de la Bataille de Yangi Hissar, la jeune république ne put se relever et fut dès lors annexée à la province du Xinjiang.

## Tentative japonaise d'instaurer un État fantoche
L'empire du Japon s'impliqua dans ce conflit car il envisageait de créer un nouvel État vassal à l'instar du Mandchoukouo ou du Mengjiang. C'est pourquoi Tokyo fit venir un prince ottoman, Abdulkerim, et plusieurs turcs exilés faisant partie des Jeunes Turcs et anti-Atatürk. C'était fort habile car une grande partie des turcophones étaient assez hostile à la politique menée par Mustafa Kemal Atatürk en Turquie dont les influents conseillers turcs du gouvernement de la république du Turkestan, Mustafa Ali , Mahmud Nadim Bey et Muhsin Çapanolu. Le Japon misait sur les sentiments  pantouranisme.
Le gouvernement turc de Mustafa Kemal Atatürk réagi avec colère à ce complot et l'ambassadeur de Turquie au Japon dénonça les projets nippons de forger un "Mandchoukouo musulman". Atatürk était hostile au pantouranisme et surtout ne voulait pas voir la dynastie ottomane être rétablie, ce qui saperait immanquablement la jeune République turque. C'est la principale raison qui empêcha la Turquie de soutenir et de financer la jeune république du Turkestan.

## Principales batailles

### Le massacre de Kizil
Les Ouïghours et les Kirghizes brisent un accord de non-agression et attaquent une colonne de Chinois et de Hui retraitant vers la nouvelle cité de Yarkand. Près de 800 personnes sont alors massacrés.

### Bataille d'Aksu
Une bataille mineure dans laquelle les Huis ont été expulsés de l'oasis d'Aksu par les Ouïgours, dirigés par Isma'il Beg lorsqu'ils débutèrent leur révolte.

### Bataille de Sekes Tash
Une bataille mineure dans laquelle des troupes huis dirigées par Ma Zhancang ont attaqué et vaincu une armée ouïgoure et kirghize à Sekes Tesh. Environ 200 Ouïgours y trouvèrent la mort.

### Première bataille de Kashgar (1933)
Une coalition d'Ouïghours et de Kirghizes, dirigée par les frères Bughra et Tawfiq Bay, a tenté de s'emparer de Kashgar, défendue par une garnison hui dirigée par Ma Zhancang. Tawfiq Bay, un militaire syrien se prétendant être un Sayyid (un descendant du prophète Mahomet) débute le 26 août 1933 le siège mais est finalement tué en septembre d'une blessure à l'estomac. Entretemps, Ma Zhancang ourdit l'assassinat et la décapitation du chef ouïghour Timour Beg le 9 août 1933. De plus, une troupe de secours chinoise dirigée par Yang parvient à renforcer la garnison de la ville.
Au cours de la bataille, les Kirghizes ont empêché les Ouïghours de piller la ville, mais beaucoup de civils furent exécutés durant le siège.

### Première bataille d'Urumqi (1933)
Une troupe d'Ouïghours et de Huis commandée par Ma Shih-ming et Khoja Niyas tente de prendre la capitale de la province, Urumqi, défendue par des Russes blancs du colonel Pappengut et par l'armée du Nord-est de Sheng Shicai. Ils furent finalement repoussés après des combats acharnés. Au cours de la bataille, le général Zhang Peiyuan refusa d'aider Jin Shuren à repousser l'attaque, signe que les relations entre les deux hommes se fissuraient déjà.

### Bataille de Toksun
La bataille de Toksun eut lieu en juillet 1933, après que le commandant ouïghour Khoja Niyas Hajji trahit et rejoignit les forces de la clique du Xinjiang de Sheng Shicai. Il fut chargé de la protection et du contrôle du bassin du Tarim et du bassin de Turpan. Ainsi, il partit avec ses hommes à travers le Dawan Ch'eng des  montagnes Tengritagh et occupa Toksun dans le bassin de Turpan. Mais défait par une force hui du général Ma  Shih-ming, il dut se replier à Karashar dans l'est du Kashgaria, où il établit son QG de juillet à septembre 1933. Khoja Niyas Hajji consolida la défense des cols montagneux menant à Kashgaria et tenta de bloquer la progression de l'armée doungane.

### Deuxième bataille d'Urumqi (1933-34)
Ma Zhongying mena des négociations secrètes avec le général chinois Zhang Peiyuan pour une organiser une attaque conjointe contre Sheng Shicai à Urumqi. Ils firent une jonction de leurs armées puis lancèrent l'attaque contre la capitale provinciale défendue par une forte garnison de Russes blancs. Zhang Peiyuan coupa la route reliant la capitale à Tacheng, isolant ainsi la ville. Le Kuomintang encouragea secrètement Zhang Peiyuan et Ma Zhongying car il était hostile à la politique pro-soviétique de la clique du Xinjiang. Les coalisés ont presque vaincu Sheng Shicai, mais une contre-offensive soviétique brutale et violente sauva la situation tout en initiant l'invasion soviétique du Xinjiang.

### Deuxième bataille de Kashgar (1934)
La 36ème division du général Ma Fuyuan lança un assaut contre Kachgar le 6 février 1934 contre les forces ouïghoures et kirghizes mais aussi contre les rebelles de la première république du Turkestan oriental. À cette occasion, ils purent libérer le général Ma Zhancang qui avait été assiégé et bloqué avec ses troupes huis dans la ville nouvelle de Kashgar depuis le 22 mai 1933. Depuis le 13 janvier 1934, Ma Zhancang réussit à repousser six offensives ouïgoures lancées par Khoja Niyaz, infligeant un grand nombre de victimes aux forces ouïgoures. Dans le même temps, deux à huit mille civils ouïghours présents dans la vieille ville de Kashgar furent massacrés à partir de février 1934 par les Dounganes, car ces derniers, profitant du retrait des troupes ouïgoures de la ville de Yengisar, voulaient se venger du massacre de Kizil de l'an passé. La ville fut finalement capturée par Ma Zhongying le 7 avril 1934 qui prononça à la mosquée d'Idgah un discours exigeant la fidélité des habitants à la république de Chine et au gouvernement  de Nankin. Plusieurs citoyens britanniques au consulat britannique ont été tués lors de la prise de la ville. Ma Zhongying détruisit ensuite la première république du Turkestan oriental.

### Bataille de Yengisar (1934)
Ma Zhancang conduit la 36e division d'élite pour combattre l'armée ouïgoure à Yengisar, afin d'anéantir leurs forces et de tuer leur général, l'émir Nour Ahmad Jan Bughra. Le siège de la citadelle de Yengisar dura une semaine au cours de laquelle 500 défenseurs ouïghours, armés seulement de fusils, infligent plusieurs centaines de morts aux soldats dounganes lourdement armés de canons et de mitrailleuses. Rapidement en manque de munitions, les Ouïghours emploient des troncs d'arbres, de grandes pierres, et de l'huile enflammée comme projectiles contre les assaillants. Le 16 avril 1934, les Dounganes firent une brèche dans les murs de la citadelle par le biais d'une sape et firent passer au fil de l'épée tous les survivants défenseurs. Nour Ahmad Jan Bughra eut la tête coupée qui fut ensuite utilisée comme ballon de foot par des soldats huis.

### Bataille de Yarkand (1934)
Ma Zhancang et Ma Fuyuan défont une troupe d'Ouïgours et d'Afghans volontaires envoyés par le roi Mohammed Zahir Shah, et exterminent tous les survivants dont Abdullah Bughra qui fut tué et décapité, sa tête sera ensuite exposée à l'entrée de la mosquée Idgah de Kasghar.

### La révolte Charkhlik (1935)
La 36e division, dirigée par le général Ma Hushan, écrase une révolte ouïgoure qui éclata dans l'oasis de Charkliq en 1935. Plus d'une centaine d'Ouïghours ont été exécutés, et la famille du chef de la révolte emmenée en otage.

## Controverses
Il existe une controverse propagée au cours de la guerre. L'écrivain suisse Ella K. Maillart signala, à tort, que le massacre de Kizil avait été une attaque de Huis et d'un groupe d'Ouïghours contre des populations has et kirghizes. Les sources montrent que c'était plutôt une attaque kirghize et d'Ouïghours contre des Hans et des Huis. Ella K. Maillart indiqua, également à tort, qu'au cours de la première bataille de Kashgar, les Huis et les Ouïgours se seraient combattus mutuellement après la prise de la ville. En réalité, les Kirghizes qui avaient déserts Ma Shaowu avaient formé leur propre armée, et les Huis de Ma Zhancang rallièrent Ma Shaowu.